# Harrisville (Pennsilvània)
Harrisville és una població dels Estats Units a l'estat de Pennsilvània. Segons el cens del 2000 tenia 883 habitants.

## Demografia
Segons el cens del 2000, Harrisville tenia 883 habitants, 323 habitatges, i 231 famílies. La densitat de població era de 415,8 habitants per quilòmetre quadrat.
Dels 323 habitatges en un 28,8% hi vivien nens de menys de 18 anys, en un 60,4% hi vivien parelles casades, en un 8,4% dones solteres, i en un 28,2% no eren unitats familiars. En el 24,5% dels habitatges hi vivien persones soles el 9,3% de les quals corresponia a persones de 65 anys o més que vivien soles. El nombre mitjà de persones vivint en cada habitatge era de 2,45 i el nombre mitjà de persones que vivien en cada família era de 2,92.
Per edats la població es repartia de la següent manera: un 20,5% tenia menys de 18 anys, un 6,9% entre 18 i 24, un 24,7% entre 25 i 44, un 24,1% de 45 a 60 i un 23,8% 65 anys o més.
L'edat mediana era de 43 anys. Per cada 100 dones de 18 o més anys hi havia 92,9 homes.
La renda mediana per habitatge era de 31.964 $ i la renda mediana per família de 35.455 $. Els homes tenien una renda mediana de 29.167 $ mentre que les dones 17.500 $. La renda per capita de la població era de 12.683 $. Entorn del 8,8% de les famílies i el 13,4% de la població estaven per davall del llindar de pobresa.

## Poblacions més properes
El següent diagrama mostra les poblacions més properes.